# FINE MUSIC
FINE MUSIC (ふぁいんみゅーじっく)はTBCラジオで2004年10月から2007年3月まで放送されていたラジオ番組。毎年オフシーズン期に放送されていて、パーソナリティはTBCのアナウンサーが務めていた。

## パーソナリティ
2004年度
- 山本義幸(月・火曜日担当)
- 大徳絵里(水・木曜日担当)

2005年度
- 山本義幸(金曜日担当)
- 大徳絵里(金曜日担当)
- 守屋周(水・木曜日担当)
- 安東理紗(月・火曜日担当)

2006年度
- 山本義幸(水曜日担当)
- 大徳絵里(木曜日担当)
- 守屋周(火曜日担当)
- 安東理紗(月曜日担当)

## 放送時間
2004年度
毎週月〜木曜日 21:30 - 22:00
2005年度
毎週月〜金曜日 22:30 - 23:00
2006年度
毎週月〜木曜日 22:30 - 23:00